# Hugo Sperrle

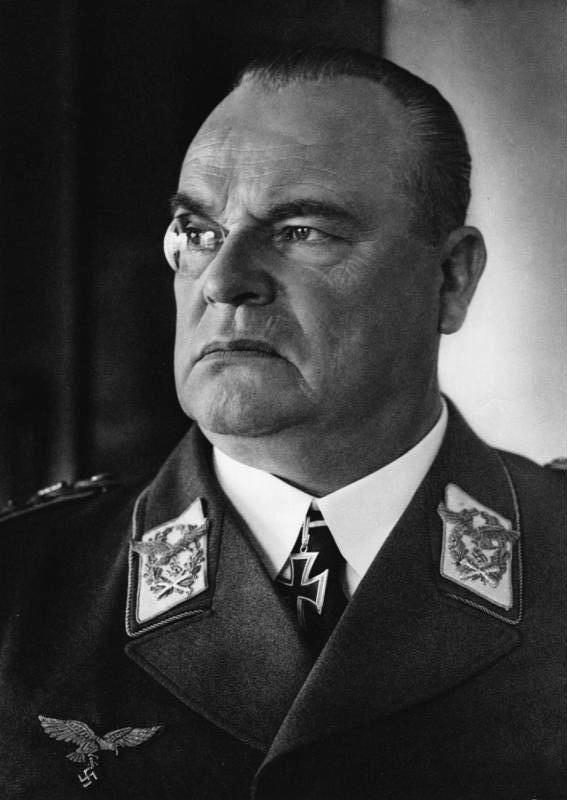
Hugo Sperrle, 1940

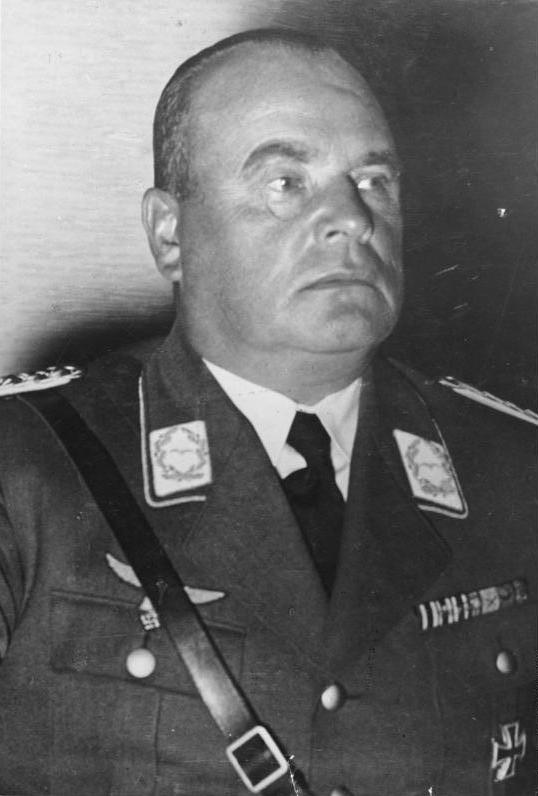
Hugo Sperrle, 1935

Hugo Sperrle (* 7. Februar 1885 in Ludwigsburg; † 2. April 1953 in München) war ein deutscher Generalfeldmarschall der Luftwaffe, und während des Zweiten Weltkrieges Oberbefehlshaber der Luftflotte 3.

## Leben

### Kaiserreich und Erster Weltkrieg
Sperrles militärische Laufbahn begann 1903 mit dem Eintritt als Fahnenjunker in das Infanterie-Regiment „Großherzog Friedrich von Baden“ (8. Württembergisches) Nr. 126. Nach verschiedenen Verwendungen und Beförderungen meldete sich Sperrle bei Beginn des Ersten Weltkrieges zur Fliegerausbildung.
Gegen Ende 1914 wurde er zum Hauptmann befördert. Im Dezember 1915 wurde er Führer der Feldfliegerabteilung 42. Im Februar 1916 stürzte Sperrle mit seinem Flugzeug ab und wurde schwer verletzt. Bereits zwei Monate später meldete er sich wieder zum Dienst, doch erst im Juli bekam Sperrle ein neues Kommando. Im weiteren Verlauf des Ersten Weltkrieges wurde er Kommandeur der Flieger der 7. Armee. Sperrle wurde mehrfach ausgezeichnet, so mit beiden Klassen des Eisernen Kreuzes und mit dem Ritterkreuz des Königlichen Hausordens von Hohenzollern mit Schwertern.

### Weimarer Republik

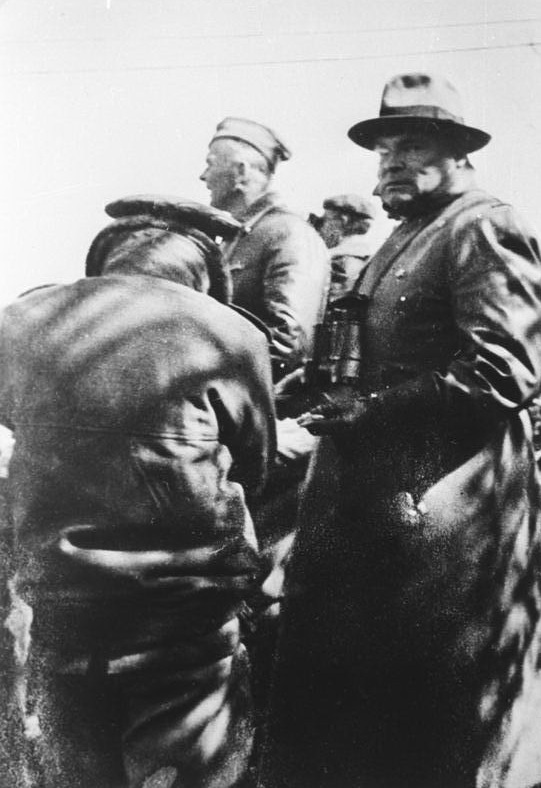
Hugo Sperrle (mit Hut) in Spanien während des Spanischen Bürgerkrieges, 1936

Nach dem Krieg wurde Sperrle von der Reichswehr übernommen und ab 1. März 1925 im Reichswehrministerium verwendet, wo er bis zum 15. August 1927 in der Luftschutzgruppe (auch Fliegergruppe genannt) als Leiter des Referats I (als Nachfolger von Helmut Wilberg) und anschließend bis 31. Januar 1929 als Gruppenleiter (wiederum als Nachfolger von Wilberg; als Gruppenleiter folgte ihm Hellmuth Felmy) an der Aufstellungsplanung der noch getarnten Luftwaffe entscheidend mitwirkte. Dabei wurde er am 1. Oktober 1926 zum Major, am 1. Februar 1931 zum Oberstleutnant und schließlich Ende 1933 zum Oberst befördert. Am 28. Februar 1934 schied er aus dem Reichsheer aus und trat in das Reichsluftfahrtministerium über.

### Zeit des Nationalsozialismus

#### Vorkriegszeit
Bereits Anfang 1934 wurde mit dem verdeckten Aufbau einer neuen deutschen Luftwaffe begonnen; Sperrles Fähigkeiten und Kenntnisse auf diesem Gebiet wurden genutzt, indem er zum Kommandeur der 1. Flieger-Division ernannt wurde. Mit dem 1. Oktober 1935 wurde Sperrle zum Generalmajor befördert und als Kommandierender General und Befehlshaber im Luftkreis V nach München versetzt.
Am Spanischen Bürgerkrieg nahm Sperrle als erster Kommandeur der Legion Condor teil. Unter seiner Befehlsgewalt wurden auf spanischem Territorium Kriegsverbrechen begangen, für die er nie zur Verantwortung gezogen wurde. Dazu gehörte unter anderem das Bombardement durch 35 deutsche Flugzeuge am 26. April 1937 auf die Stadt Guernica. Der Befehl dazu wurde erteilt im Wissen, dass der damit geplante Mord an Zivilisten eine demoralisierende Wirkung auf die republikanischen Verteidiger Spaniens hat. Der Angriff hatte keinerlei militär-strategische Bedeutung und kostete 300 Zivilisten das Leben. Nach seiner Rückkehr aus Spanien wurde Sperrle am 1. November 1937 zum General der Flieger befördert. Am 4. Februar 1938 übernahm er den Befehl über das Luftwaffen-Gruppenkommando 3 in München.

#### Zweiter Weltkrieg
Mit dem Beginn des Zweiten Weltkrieges wurde aus dem Luftwaffen-Gruppenkommando III die Luftflotte 3, die ausschließlich im Westen eingesetzt wurde. Nach dem Sieg über Frankreich gehörte Sperrle zu jenen Generälen, die am 19. Juli 1940 zu Generalfeldmarschällen befördert wurden. Nach der Luftschlacht um England 1940/41 verblieben aufgrund des Angriffs auf die Sowjetunion im Westen nur noch relativ schwache Fliegerkräfte, die Sperrles Luftflotte 3 unterstellt wurden.
Am D-Day der alliierten Invasion am 6. Juni 1944 unterstanden Sperrle ca. 400 Flugzeuge, von denen aber weniger als die Hälfte einsatzfähig war. Entsprechend gering waren Sperrles Möglichkeiten, den alliierten Luftstreitkräften etwas entgegenzusetzen. Er fiel deshalb bei Hitler in Ungnade, wurde im August 1944 entlassen und bis Kriegsende nicht wieder verwendet. Dennoch erhielt er zu seinem 60. Geburtstag am 7. Februar 1945 eine Dotation von Hitler, und zwar in Form des wertvollen Gemäldes Drei Mönche mit einem Jäger von Eduard von Grützner im Wert von 95.000 Reichsmark. Über den Verbleib dieses Meisterwerks ist seither nichts bekannt.

### Nachkriegszeit

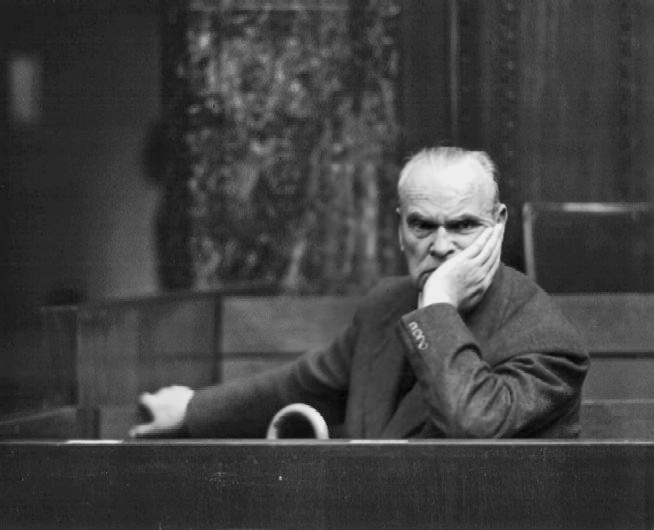
Hugo Sperrle in Nürnberg

Nach dem Krieg wurde Sperrle im Prozess Oberkommando der Wehrmacht angeklagt. Sein Verteidiger war Kurt Gollnick. Von den 14 Angeklagten wurden er und Generaladmiral Otto Schniewind freigesprochen. Ebenfalls mit Freispruch endete ein Verfahren gegen ihn vor der Spruchkammer München im Juni 1949.
Danach lebte Sperrle zurückgezogen in Thaining bei Landsberg am Lech. Am 2. April 1953 starb der an Mastdarmkrebs erkrankte Sperrle während einer Operation in einem Krankenhaus in München. Er wurde zunächst in Thaining begraben, auf Initiative der Ordensgemeinschaft der Ritterkreuzträger dann auf den Soldatenfriedhof Schwabstadl nahe dem Fliegerhorst Lechfeld umgebettet.

## Auszeichnungen
- Eisernes Kreuz (1914) II. und I. Klasse[6]
- Ritterkreuz II. Klasse des Ordens vom Zähringer Löwen mit Eichenlaub und Schwertern[6] am 18. Mai 1915
- Ritterkreuz des Königlichen Hausordens von Hohenzollern mit Schwertern[6] am 31. März 1917
- Preußisches Militär-Flugzeugführer-Abzeichen[6]
- Ritterkreuz des Württembergischen Militärverdienstordens[6]
- Ritterkreuz I. Klasse des Friedrichs-Ordens mit Schwertern[6]
- Reußisches Ehrenkreuz III. Klasse mit Schwertern[6]
- Spanische Medalla de la Campaña Española
- Spanisches Cruz de Guerra
- Spanisches Flugzeugführerabzeichen
- Flugzeugführer- und Beobachterabzeichen in Gold mit Brillanten am 19. November 1937[7]
- Spanienkreuz in Gold mit Brillanten[8]
- Spange zum Eisernen Kreuz II. und I. Klasse
- Ritterkreuz des Eisernen Kreuzes am 17. Mai 1940[9]